# نيلي إيرمان
نيلي إيرمان (بالسلوفينية: Neli Irman) مواليد 7 أبريل 1986 في تسليه، جمهورية يوغوسلافيا الاشتراكية الاتحادية، هي لاعبة كرة يد سلوفينية تلعب كجناح أيمن. مثلت منتخب سلوفينيا لكرة اليد للسيدات.

## سجل المنافسة
شاركت في البطولات التالية:
- بطولة أوروبا لكرة اليد للسيدات 2016

## روابط خارجية
- نيلي إيرمان على موقع الاتحاد الأوروبي لكرة اليد (الإنجليزية)